# Wincenty Lubieński
Wincenty Lubieński herbu Doliwa (zm. przed 10 marca 1513 roku) – kasztelan kowalski w latach 1508-1513, wojski brzeskokujawski w latach 1512-1513.
Poseł na sejm piotrkowski 1510 roku z województwa brzeskokujawskiego i województwa inowrocławskiego.